# Usine Renault de Douai
L'usine Ampère de Douai, ou usine Georges Besse, est un site du constructeur français de véhicules électriques Ampère, filiale du groupe Renault. Sa construction commence en 1970, assemble son premier véhicule, une Renault 5 en 1974. La Renault 14 suit en 1976.
Elle se situe dans le bassin industriel des Hauts-de-France, qui représente la première région automobile de France. Le site s'étend sur 230 hectares dont 45 hectares de bâtiments couverts. L'usine de Douai était spécialisée dans le montage des Renault de moyenne gamme, cependant des investissements à hauteur de 420 millions d'euros ont été entrepris pour accueillir Espace et Talisman, ainsi que la 4ème génération de Scénic. La marque au Losange a fait de Douai une de ses usines phares, fabriquant aussi bien du milieu que du haut de gamme. 
L'usine s'est centrée à partir de 1996 sur la fabrication de Scénic, véritable succès commercial. 
En près de 50 ans, l'usine a produit plus de dix millions véhicules dont cinq millions de Scénic depuis 1996. 
Le site compte actuellement près de 3 300 salariés en 2022.
Le 14 juin 2018, Renault a annoncé la transformation de l'usine de Douai pour accueillir la plateforme électrique de l'Alliance Renault Nissan et Mitsubishi. À partir de 2021, l'usine produit les modèles électriques Ampère du groupe Renault. 
L'usine Renault Ampère Douai produit actuellement :
- Renault Megane E-Tech Electric
- Renault Scénic E-Tech Electric
- Renault 5 E-Tech Electric

On trouve une histoire en bref de cette usine en référence ci-après.

## Anciens véhicules assemblés
- Renault 5
- Renault 14
- Renault 9/Renault 11
- Renault Fuego
- Renault 21
- Renault 19
- Renault Mégane
- Renault Scénic
- Renault Mégane II (berline 5 portes et CC)
- Renault Scénic II
- Renault Mégane III coupé-cabriolet
- Renault Scénic III
- Renault Talisman II
- Renault Scenic IV
- Renault Espace V